# Brasinolida
La brasinolida es el compuesto orgánico característico del grupo de fitohormonas llamado brasinoesteroides, de origen de lipídico (más concretamente de tipo esteroidal) que se aisló originalmente del polen del nabo (Brassica napus) que mostraba una sorprendente actividad estimuladora del crecimiento vegetal. El principio activo de este extracto de polen fue aislado y nombrado como brasinolida.

## Estructura química y propiedades
La brasinolida es estructuralmente muy singular porque lleva un resto de lactona en el anillo B y un par de dioles vecinales en el anillo A, junto con una cadena lateral fuera de la estructura de la estructura cíclica como la mayoría de esteroides. 
Hasta ahora, se han identificado y caracterizado más de 40 análogos de brasinolida, conocidos colectivamente como brasinoesteroides (BRs), de muchas especies de plantas diferentes, incluidas 37 angiospermas, 5 gimnospermas, un pteridofito (Equisetum arvense) y un alga (Hydrodictyon reticulatum). Los BRs se han aislado de casi todos los tejidos vegetales, aunque las semillas inmaduras y el polen contienen las concentraciones más altas de estos esteroides. Cuando se aplican exógenamente a plantas intactas o explantes en concentraciones nanomolar a micromolar, los BRs pueden inducir una variedad de respuestas fisiológicas: germinación de semillas, crecimiento del tubo polínico, alargamiento del tallo, desenrollado y doblado de las hojas, inhibición del crecimiento de las raíces, diferenciación vascular, reorientación de los microtúbulos, activación de la bomba de protones, inducción de la biosíntesis de etileno, expresión génica alterada y modulación de la respuesta al estrés.
Todos los BRs de origen natural tienen un esqueleto de 5α-colestano común con diferentes sustituciones en los anillos A/B y la cadena lateral. Mientras que las variaciones en el anillo A provienen principalmente de la presencia y/u orientación de grupos hidroxilo en las posiciones C-1, C-2 y C-3, las modificaciones del anillo B se producen por oxidación del C-6, dando lugar a esteroides 6-desoxo, 6-oxo o 7-oxalactona. Según el grado de alquilación de la cadena lateral, los BRs también se pueden agrupar en esteroides C27, C28 y C29.